# Brug 1307
Brug 1307 is een artistiek kunstwerk in Amsterdam-Zuidoost. Het viaduct werd aangelegd in het kader van de bouw van Metrostation Holendrecht. 
In de omgeving van het station werden twee niveaus voor de verkeersstromen ingesteld. Op een dijklichaam liggen metro- en treinsporen, op maaiveldniveau liggen de voet- en fietspaden. De aangrenzende wijk Holendrecht-West kreeg woonerven met autoverkeer op maaiveldniveau. Het idee van gescheiden verkeersstromen (snel en langzaam verkeer) elders in Amsterdam-Zuidoost was hier (al) losgelaten. Om die woonwijk Opheusdenhof werd een soort rondweg gelegd voor het doorgaande verkeer, dat zo de woonerven niet op hoefde. Dit leidde tot een probleem bij het station. De zuidelijk toegang van het metrostation is bereikbaar door een voet/fietspad, dat die rondweg, Oudenrijnlaan, kruist. Een ontmoeting ter plekke was ongewenst. De Oudenrijnlaan werd daarom ter hoogte van die entree opgetild naar dijklichaamniveau om na die entree weer direct te dalen om aansluiting te vinden op de Holendrechtdreef enerzijds, de hoofdverkeersroute alhier en het Opheusdenhof.
Het in 1975 ontworpen viaduct was afkomstig van de tekentafels van de Dienst der Publieke Werken, maar de specifieke architect is vooralsnog onbekend. 
Het viaduct is vermoedelijk rond 2004 vernieuwd. Het metrostation groeide in die jaren uit tot een spoorstation; er moesten aan beide zijden treinsporen bijgelegd worden op nieuwe viaducten Meibergpadspoorbrug; daarvoor was echter amper plaats. Het oorspronkelijke viaduct lag vrij; het nieuwe viaduct ligt bijna tegen het spoorviaduct aan, veel meer ruimte is er niet.
De brug 1307 heeft een broertje/zusje: brug 1306; die ligt bij de noordelijke toegang tot het station.     

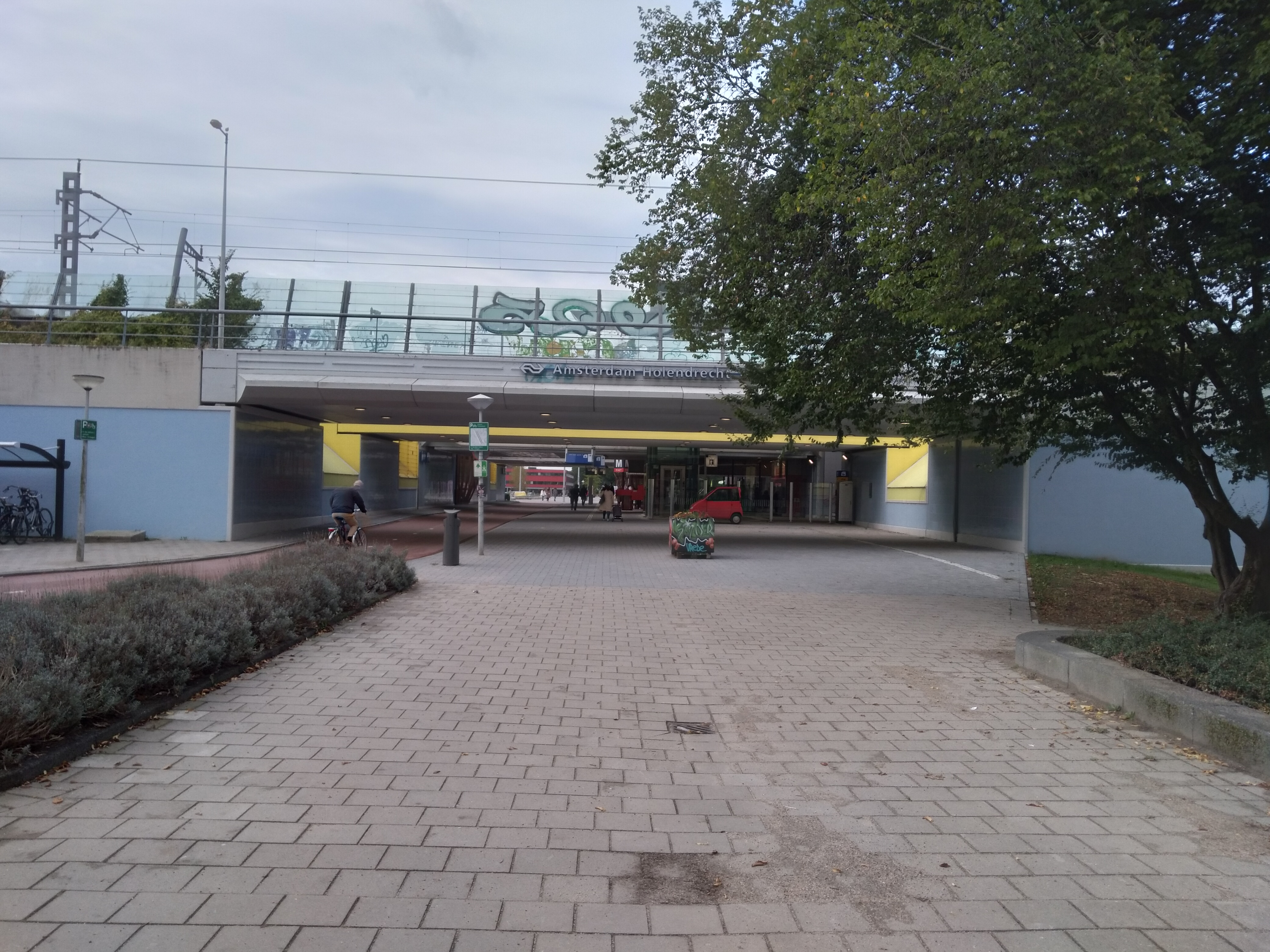
Overspanning van brug 1307 vanaf kant Opheusdenhof (september 2021)

<<< · 1301 · 1302 · 1303 · 1304 · 1305 · 1306 · 1307 · 1308 · 1309 · 1311 · 1312 · 1313 · 1314 · 1315 · 1316 · 1317 · 1319 · 1320 · 1321 · 1322 · 1323 · 1324 · 1325 · 1326 · 1327 · 1328 · 1329 · 1330 · 1331 · 1332 · 1333 · 1334 · 1335 · 1336 · 1337 · 1338 · 1339 · 1340 · 1342 · 1343 · 1344 · 1345 · 1346 · 1347 · 1348 · 1349 · 1350 · 1351 · 1352 · 1353 · 1354 · 1355 · 1356 · 1357 · 1358 · 1359 · 1360 · 1361 · 1362 · 1363 · 1364 · 1365 · 1366 · 1367 · 1368 · 1373 · 1375 · 1376 · 1377 · 1378 · 1379 · 1380 · 1381 · 1382 · 1383 · 1384 · 1385 · 1386 · 1387 · 1388 · 1389 · 1390 · 1391 · 1392 · 1396 · 1397 · 1398 · 1399 · >>>
Brugnummers 1300, 1318, 1341, 1369-1372, 1374, 1393, 1394, 1395 zijn niet vergeven. 1310 is gesloopt; brug 1318 is nooit gebouwd in verband met niet aanleggen Veenendaaldreef.